# Законы Лемана
Законы Лемана — восемь принципов эволюции программного обеспечения, которые сформулировал Меир Мэнни Леман с 1974 по 1996 год. Этому поспособствовали как его опыт работы в IBM и других компаниях, так и исследовательская деятельность в университетах Великобритании. Законы в целом описывают баланс между силами, из которых одни обеспечивают, а другие тормозят развитие информационных систем.

## Контекст
В статье 1976 года Леман в соавторстве с Л. А. Белади пишет о том, что в первую очередь речь идёт о больших многофункциональных программах, требующих постоянной поддержки и улучшения. Позже в связи с этим Леман выделил три категории программ:
- S-программы, написанные в строгом соответствии со спецификацией того, что программа может делать;
- P-программы, реализующие процедуры, полностью определяющие их поведение (например, компьютерные шахматы);
- E-программы, осуществляющие работу в условиях реального мира, то есть существенно зависящие от среды своего функционирования, а потому нуждающиеся в адаптации к тем или иным внешним требованиям.

Исходя из этого, законы эволюции программного обеспечения применимы только к Е-программам. Например, к ERP-системам.

## Законы
Полная формулировка всех восьми законов, представленная ниже, опубликована Леманом в 1996 году.
1. (1974) Непрерывное изменение — используемая Е-программа должна быть непрерывно адаптируемой, иначе она будет становиться всё менее удовлетворительной.
2. (1974) Увеличение сложности — по мере того, как программа эволюционирует, её сложность растёт, если не производится работ по стабилизации и уменьшению сложности.
3. (1974) Саморегулирование — процесс эволюции программы является саморегулируемым, с близким к нормальному распределению масштабом атрибутов продукта и процесса.
4. (1978) Сохранение организационной стабильности (неизменная скорость работы) — средний эффективный глобальный уровень активности в эволюционирующей системе инвариантен к времени жизни продукта.
5. (1978) Сохранение осведомлённости — в течение активной жизни эволюционирующей программы основное содержание последующих релизов статистически неизменно.
6. (1991) Непрерывное развитие — функциональное содержание программы должно постоянно расширяться на протяжении жизненного цикла, чтобы поддерживать удовлетворённость пользователей.
7. (1996) Ухудшение качества — качество программ Е-типа будет восприниматься как ухудшающееся, если они не сопровождаются должным образом и не адаптируются к операционной среде.
8. (1996) Система обратной связи — процессы программирования Е-типа вместе составляют многоконтурные, многоуровневые системы обратной связи и должны рассматриваться как таковые, чтобы успешно изменяться и улучшаться.